# TvN SPORTS
tvN SPORTS는 CJ ENM에서 운영하는 스포츠 채널이다.

## 주요 독점 경기

### 현재
- UFC
- 그랜드 슬램
  - 오스트레일리아 오픈
  - 프랑스 오픈(롤랑가로스)
- 월드복싱 슈퍼매치
- AFC 아시안컵
  - 2023년 AFC 아시안컵
- 한국프로농구
- UEFA 유럽 축구 선수권 대회
- 씨제이컵
- 2022년 코리아 오픈 테니스

### 종료
- UEFA 유로 2020
- FIFA 컨페더레이션스컵
- 2021년 FIFA 컨페더레이션스컵
- 2022년 FIFA 월드컵 최종 예선
- 2022년 세계 수영 선수권 대회
- 2022년 오스트레일리아 오픈
- 2022년 프랑스 오픈
- 분데스리가

## 중계진

### 캐스터
- 축구: 전인석, 김일중, 박용식, 배성재, 허일후
- 야구: 임용수, 배기완, 이승륜
- 농구: 김수빈, 박봉서, 임용수, 한명재, 김현태
- 수영: 이인환, 배성재
- 테니스: 이인환, 박찬, 박용식
- UFC: 성승헌, 채민준, 조진성, 연상은, 정순주
- 슈퍼레이스: 김환

### 해설위원
- 축구: 김민구, 김오성, 강신우, 박주호, 송영주
- 야구: 이광길, 김종모
- 농구:  김태술, 김택훈, 추승균, 문경은
- 수영: 정유인, 김은희
- 테니스: 이형택, 임규태, 박용국